# Леванат
Леванат је врста ветра који дува на Јадрану. Дува са истока и генетски представља „скренуту“ буру. Равномеран је и јавља се при кишовитом времену и умерених хладноћама.